# Edmund Tilney
Edmund Tilney (auch Tylney oder Tyllney, * 1536; † 1610) war ein englischer Höfling, der als Master of the Revels unter Königin Elisabeth I. und ihrem Nachfolger Jakob I. zu Bekanntheit gelangte. In dieser Stellung war er verantwortlich für das Zensurwesen im englischen Theater. Er kontrollierte und förderte die Entwicklung des Schauspiels im Elisabethanischen Zeitalter. Tilney wandelte zudem das Revels Office, welches zuvor nur eine Einrichtung zur Organisation von Festen für den Hof war, in eine bedeutende, landesweit agierende Institution mit Genehmigungs- und Zensurbefugnis um.

## Frühe Jahre und familiäre Verbindungen
Edmund Tilney war der einzige Sohn von Philip Tilney († 1541), Gentleman Usher von König Heinrich VIII., und seiner Frau Malyn Chambre. Edmund Tilneys Großvater war Sir Philip Tilney of Shelley († 1533), Schatzmeister während der Schlacht von Flodden Field unter dem Kommando von Thomas Howard, 2. Duke of Norfolk. Howards erste Ehefrau war Sir Philip Tilneys Kusine Elizabeth Tilney; nachdem Elizabeth 1497 starb, heiratete Howard die Schwester Tilneys Agnes.
Edmund Tilneys Mutter, Malyn Tilney, war in den Skandal verwickelt, der zum Sturz der Stiefenkelin der Herzogin, Königin Catherine Howard, führte. Sie wurde am 22. Dezember 1541 zu einer lebenslangen Freiheitsstrafe verurteilt und ihr Besitz eingezogen, jedoch nach Hinrichtung der Königin, die am 13. Februar 1542 erfolgte, begnadigt. Edmund Tilneys Vater wurde am 10. September 1541 in der St. Leonard’s Church, im Londoner Stadtteil Streatham zur letzten Ruhe gebettet. Er starb verschuldet und seine Witwe Malyn erhielt seiner Schwester Agnes eine Hilfszusage.
Es gibt keine Aufzeichnung über die Ausbildung Tilneys. Er erlernte womöglich weit mehr als Latein, Französisch, Italienisch und Spanisch, da seine frühen Arbeiten anzeigten, dass er nicht nur den Sprachen nahe war, sondern auch mit Disziplinen wie Gesetzgebung, Geschichte, Ökonomie und Genealogie vertraut war. Es wird angenommen, dass er gereist sein musste, da Reisen eine der üblichen Bestandteile der damaligen Bildung war.

## Karriere
Nicht nur, weil Tilney wahrscheinlich eine informelle Bildung genoss, sondern auch aufgrund seiner familiären Bindungen zu den Howards und deren Verwandtschaft zum Königshaus sah er sich einer glänzenden Zukunft gegenüber. So war er durch die Ehe seiner Schwester ein entfernter Verwandter von Königin Elisabeth I. In den darauffolgenden Jahren pflegte er auch weiter seine Beziehungen zur Familie der Howards. Im Jahr 1572 nahm er als Abgeordneter für das Borough Gatton in Surrey an den Sitzungen des englischen Parlaments teil.
Der Sohn des 2. Duke of Norfolk aus dessen zweiter Ehe mit Agnes, William Howard, wurde 1554 zum Baron Howard of Effingham erhoben. Dessen Sohn Charles Howard, 1. Earl of Nottingham, 2. Baron Howard of Effingham, erhielt 1574 das Amt des Lord Chamberlain. Das Revels Office befand sich schon immer unter der Regie des Lord Chamberlain und dieser übertrug nun die Aufgabe des Master of the Revels an seinen anverwandten Edmund Tilney. Im Juli 1579 übernahm Tilney auch offiziell das Amt, welches er bereits seit Februar 1578 führte.
Tilney übernahm das Amt und begann es zu reformieren und auszubauen. Als er mit seiner Arbeit begann, bestand es hauptsächlich aus der Planung und Durchführung königlicher Unterhaltungen als Bestandteil der Aufgaben des Lord Chamberlain. Seine erste Hauptaufgabe bestand darin, die Königin und den Hof zufriedenstellend zu unterhalten.
Dann aber begann er die verschiedenen Lasten, die auf dem von ihm übernommenen Revels Office lagen, zu lösen. So war die Behörde durch eine wirtschaftliche Ineffizienz, hervorgerufen durch die Inkompetenz der bisherigen Leiter, welche lediglich als Günstlinge des Hofes in dieses Amt kamen sowie eine daraus resultierende hohe Verschuldung in Verruf geraten. Am 24. Dezember 1581 gründete Tilney eine Kommission, welche die Finanzkrise lösen und die Unterhaltskosten des Büros auf ein moderates Budget reduzieren sollte.
Der zweite Teil der Kommissionsaufgaben bestand darin, öffentliche Debatten über kontroverse Beiträge im Theater zu verhindern. Schlicht indem man Theaterstücke zur Aufführung nur dann zuließ, wenn das Manuskript zuvor überprüft und die genehmigende Unterschrift des Masters of the Revels enthielt. Jeder der zuwider handelte, konnte auf Tilneys Befehl eingekerkert werden. Auch harte Körperstrafen drohten. So erhielt der Master of the Revels alleinig die volle Autorität über das Theater in England, welche zuvor auf mehrere Beamte und Zuständigkeiten der Institution aufgeteilt war.
Er wurde so zum Zensor aller Theateraufführungen des gesamten Landes. Ein bedeutendes Beispiel ist The Book of Sir Thomas More. Es behandelt die fremdenfeindlichen Aufstände, wie sie am ersten Mai 1517 in London stattfanden („Eval May Day“). Aufgrund seines explosiven, politischen Inhalts unterlag es der strengsten Zensur und wurde nie veröffentlicht. Und derart wurden alle anderen politischen Inhalte des Theaters, die dem königlichen Hof missfallen könnten, restriktiv gehandhabt.
Tilneys Zeit als Master of the Revels, welche von 1579 bis 1610 währte, fällt in eine höchst ereignisreiche Zeit in der Geschichte des englischen Dramas. 1576 wurden am Rand der Londoner Innenstadt die ersten Theaterzweckgebäude Englands errichtet – das The Theatre und The Curtain. Das war auch der Beginn vieler weiterer Theaterneubauten im Land und führte zu einer raschen Verbreitung des Schauspielkultur in England. Bekannte Dramatiker traten auf den Plan, wie Christopher Marlowe oder Thomas Kyd, welche die Massen mit ihren Stücken Tamburlaine oder Die Spanische Tragödie anzogen. In die Zeit Tilneys fällt auch fast das gesamte Wirken von William Shakespeare. Tilney lizenzierte in seiner Zeit 30 seiner Stücke.
So sehr Tilneys Zensur die Dramatiker einschränkte, so schützte sie sie auch vor dem Übergriff anderer Behörden. Das Konstrukt der aristokratischen Patronage konnte nicht verschleiern, dass die Schauspielkompanien letztlich kommerzielle Unternehmungen waren, welche durch reisende Auftritte in Innenhöfen von Gasthöfen („Inns“) und festen Theatern ihr Geld verdienten; allerdings brachten diese Patronagekonstrukte die Theaterkompanien unter königlichen Schutz. 1592 benannte der theaterkritische Lord Mayor of London Tilney als ein Hindernis auf dem Weg das öffentliche Theaterwesen innerhalb der Stadt zu beenden. Tilneys Zensur war jedoch nicht breit angelegter Natur und war nicht übertrieben streng. Während er politisch heikel einzustufende Passagen, wie etwa die Enthronungsszene in Richard II. oder die Darstellung eines französischen Botschafters als Trinker („The Conspiracy and Tragedy of Charles, Duke of Byron, Marshall of France“ von George Chapman (1608)) beanstandete, ließ er die Darstellung des Mordes an Julius Caesar in dem gleichnamigen Stück von Shakespeare zu. Allerdings gilt dies als nicht belegt.
Am 10. März 1583 erließ Queen Elisabeth I. an Edmund Tilney die Anordnung eine eigene Theatertruppe zu ihrer Unterhaltung zusammenzustellen, Zuvor gastierten fremde Theatertruppen am Hofe oder angestellte, wenig talentierte Hofschauspieler unterhielten die Königin und ihr Gefolge. Dieser delegierte sogleich die Aufgabe an Francis Walsingham, dem Leiter der Nachrichtendienste am Hofe Elisabeths, der durch eine solche durch das Land reisende Theatertruppe zusätzliche Möglichkeiten erkannte, sein Spionagenetzwerk auszubauen. So rekrutierte er u. a. aus bestehenden Theaterkompanien. wie den Leicester’s Men und den Sussex’s Men die für Theaterensembles jener Zeit ungewöhnlich große Zahl von 12 Schauspielern, welche in den folgenden zehn Jahren als Queen Elizabeth’s Men sehr erfolgreich sein würden.
Tilney zeichnete auch verantwortlich für eine Neuerung des englischen Dramas, die der theatralischen Darbietung mehr Raum gab, als den bis dahin so erfolgreichen Maskenspielen. Letztere waren sehr aufwendig und kamen dem Office teuer zu stehen, sodass hier  drastische Einsparungen möglich wurden. Maskenspiele erfuhren erst wieder unter Elisabeths Nachfolger Jakbob I. eine Wiederkehr.
Am 24. März 1603 endete Elisabeths Regentschaft und Jakob I. bestieg den Thron. Es gab Auseinandersetzungen um Tilneys Stellung, als sich John Lyly um den Posten bewarb. Auch George Buck, unterstützt von den Howards, war ein Mitbewerber. Jedoch behielt Tilney auch unter Jakob I. seine Stellung als Master of the Revels. Um  1606 wurde der Master zudem mit der Befugnis ausgestattet, Theaterstücke, welche als Buch veröffentlicht werden sollten, zu lizenzieren. Einige Dokumente deuten darauf hin, dass sein späterer Nachfolger im Amt, George Buck, hier bereits als leitender Sachbearbeiter („acting master“) eingesetzt wurde. Das Zensurwesen wurde mit Thronbesteigung Jakobs I. deutlich entspannter. In den darauffolgenden Jahren lizenzierte Buck viele Theaterstücke, während Tilney die Belange des Office of Revels managte. Er blieb im Amt bis zu seinem Tod im Jahre 1610.

## Eigene Werke
Edmund Tilney schrieb in den 1560er Jahren ein Traktat mit dem Namen A brief and pleasant dis-course of the duties in Marriage, called the Flower of Friendshipp und widmete es der Königin. Dies tat er um am Hofe Anerkennung zu heischen. Das Buch erschien zwischen 1567 und 1578 in sieben Ausgaben. Es ist in dem traditionellen Genre der kontinentalen „conversazione“ geschrieben . Er lässt zwei Tage lang in fiktiven Unterhaltungen mehrere Personen über die Pflichten eines vorbildlichen Ehemanns und einer vorbildlichen Ehefrau sprechen und führt verschiedene historische Beispiele an. Dieses einzige Buch Tilneys ist ein eloquentes schriftstellerisches Werk und lässt Einflüsse des Renaissance-Humanismus und weiterer philosophischer Richtungen erkennen.
Topographical Descriptions, Regiments, and Policies ist ein unveröffentlichtes politisches Werk, an dem Tilney bis zuletzt arbeitete. Er widmete es König Jakob; das Werk beinhaltet eine Sammlung von Notizen zu verschiedenen Ländern. Diese Arbeit belegt auch Tilneys Kenntnisse in verschiedenen Disziplinen, wie Topographie, Genealogie, Geographie, Wirtschaft und Gesetzgebung.
In jenen Werken oder auch in Dokumenten, die er selbst unterzeichnete, schrieb er seinen Nachnamen stets als Tyllney. In allen anderen Dokumenten wird er hingegen Tilney oder Tylney geschrieben.

## Privatleben
Tilney lebte ein Leben im Spannungsfeld verschiedener Machtbereiche. Auf der einen Seite sah er sich dem Lord Treasurer verpflichtet, auf der anderen Seite war es der Lord Chamberlain, dem er unterstand. Nach seiner Ernennung zum Master wurde er bekannter und heiratete 1583 Dame Mary Braye. Sie war die vierte Frau des verstorbenen Sir Edmund Braye. Es ist jedoch nichts weiter über diese Ehe bekannt, auch nicht ob sie Nachkommen hatten. Nicht einmal in Tilneys Testament von 1610 sind seine familiäre Verhältnisse erwähnt. Tilney verbrachte die letzten Jahre seines Lebens in gerichtlichen Auseinandersetzungen und Anspruchsverfahren um Besitz und finanziellen Verpflichtungen. Gegen Ende war durch verlorene Prozesse sein Besitz geschrumpft und seine finanzielle Situation sehr angespannt. In seinem letzten Willen wünschte er sich ohne Pomp und Zeremonie neben seinem Vater beerdigt zu werden und vermachte sein letztes Geld einigen armen Gemeinden, einigen Dienern und seinem Cousin Thomas Tilney. Er wurde in der St. Leonard’s Church im Londoner Stadtteil Streatham beerdigt. Ihm zu Ehren wurde ein Grabmonument errichtet. Zuvor lebte er in Leatherhead, Surrey, in einem Haus, welches dort als Mansion House bekannt ist. In der High Street Leatherheads trägt seit den 1990er Jahren ein Lokal der Pub-Kette Wetherspoon seinen Namen.

## Unzureichende Beleglage
Obwohl das Amt des Master of the Revels eine der einflussreichsten Ämter unter Elisabeth I. war, gibt es kaum Informationen über das Leben Tilneys, der zur Zeiten des Höhepunktes des elisabethanischen Theaters als höchster Leiter der genehmigenden Theaterbehörde wirkte. Es existierten verschiedene Quellen, von denen die meisten allerdings nur fehlerhafte Informationen bereithielten. Von den Gelehrten Malone bis Sidney Lee gab es hierzu verschiedene Darstellungen Tilneys. Es gibt aber keine letztlich eindeutigen Details seines Lebens. Weder über seine Person noch über seine Frau, welche in seinem Testament auch keinerlei Erwähnung fand. Es gab zudem Spekulationen darüber, ob er zum Knight geadelt wurde.

## In der Populärkultur
- In dem Spielfilm Shakespeare in Love wurde Tilney durch Simon Callow verkörpert.
- Tilney ist eine Figur in der  Alternativweltgeschichte Ruled Britannia von Harry Turtledove.